# Lista de entidades do governo da Austrália
Esta é uma lista dos departamentos governamentais, agências, autoridades e comissões do governo da Austrália.

## Departamentos
Lista dos departamentos em setembro de 2010.
- Agricultura, Pesca e Silvicultura
- Assuntos de Veteranos de Guerra
- Austrália Regional, Desenvolvimento Regional e Administração Local
- Banda Larga, Comunicações e Economia Digital
- Defesa
- Educação, Emprego e Relações Laborais
- Famílias, Habitação, Serviços Comunitários e Assuntos dos Indígenas
- Finanças e Desregulamentação
- Imigração e Cidadania
- Infraestrutura e Transporte
- Inovação, Indústria, Ciência e Pesquisa
- Sustentabilidade, Meio Ambiente, Água, População e Comunidades
- Mudança Climática e Eficiência Energética
- Negócios Estrangeiros e Comércio
  - Serviço Secreto de Inteligência Australiano
- Primeiro-ministro e Gabinete
- Procuradoria Geral
- Recursos, Energia e Turismo
- Saúde e Envelhecimento
- Serviços Humanos
- Tesouro